# Порцій Фест
Порцій Фест (лат. Porcius Festus, д/н — після 66) — прокуратор Юдеї у 59-62 роках.

## Життєпис
Походив зі стану вершників роду Порціїв. Про дату та місце народження немає відомостей. У 59 році призначається прокуратором. Продовжив практику роздачі римського громадянства та привілеїв представникам юдейської знаті. В рік призначення розглядав справу апостола Павла, якого за наполяганням юдейських первосвящеників арештував та запроторив у в'язницю в м. Кесарії його попередник Антоній Фелікс. Двічі викликав Павла у присутності тетрарха Агріппи II та його сестри Береніки. Зрештою Порцій Фест відправив Павла на суд до Риму.
В подальшому намагався врегулювати стосунки між Агріппою II та юдейськими священиками, але марно. Вимушений був вирішувати конфлікт між греками та юдеями Кесарії. Водночас намагався придушити рух зелотів. У справі щодо стіни між палацом тетрарха та Єрусалимським храмом став на бік Агріппи, але юдеї за допомогою персвосвященика  отримали підтримку імператора. Своїм діями лише сприяв посиленню ненависті місцевого населення до Римської імперії. При адміністрації Порція Феста карбувався єдиний тип монет з іменем імператора Нерона. Після цього монети прокураторами вже не карбувалися. Помер раптово 62 року.